# Mamirli (Tartar)
Mamirli est un village de la région de Tərtər en Azerbaïdjan.

## Population
Selon les statistiques de 2009, la population du village est de 1547 personnes.

## Économie
La principale occupation de la population du village de Mamirli est l'élevage et l'agriculture.